# Royville
Royville és un municipi francès situat al departament del Sena Marítim i a la regió de Normandia. L'any 2007 tenia 247 habitants.

## Demografia

### Població
El 2007 la població de fet de Royville era de 247 persones. Hi havia 95 famílies de les quals 14 eren unipersonals (7 homes vivint sols i 7 dones vivint soles), 44 parelles sense fills i 37 parelles amb fills.
La població ha evolucionat segons el següent gràfic:
Habitants censats

### Habitatges
El 2007 hi havia 115 habitatges, 95 eren l'habitatge principal de la família, 15 eren segones residències i 5 estaven desocupats. 115 eren cases i 1 era un apartament. Dels 95 habitatges principals, 84 estaven ocupats pels seus propietaris, 9 estaven llogats i ocupats pels llogaters i 2 estaven cedits a títol gratuït; 1 tenia dues cambres, 9 en tenien tres, 30 en tenien quatre i 55 en tenien cinc o més. 83 habitatges disposaven pel capbaix d'una plaça de pàrquing. A 32 habitatges hi havia un automòbil i a 53 n'hi havia dos o més.

### Piràmide de població
La piràmide de població per edats i sexe el 2009 era:
| Homes | Edats   | Dones |
| ----- | ------- | ----- |
| 0     | 95 o +  | 0     |
| 0     | 90 a 94 | 0     |
| 0     | 85 a 89 | 4     |
| 0     | 80 a 84 | 4     |
| 0     | 75 a 79 | 0     |
| 4     | 70 a 74 | 0     |
| 4     | 65 a 69 | 20    |
| 16    | 60 a 64 | 4     |
| 12    | 55 a 59 | 12    |
| 16    | 50 a 54 | 8     |
| 8     | 45 a 49 | 8     |
| 4     | 40 a 44 | 20    |
| 0     | 35 a 39 | 0     |
| 4     | 30 a 34 | 4     |
| 8     | 25 a 29 | 4     |
| 4     | 20 a 24 | 0     |
| 8     | 15 a 19 | 4     |
| 12    | 10 a 14 | 8     |
| 0     | 5 a 9   | 4     |
| 4     | 0 a 4   | 4     |

## Economia
El 2007 la població en edat de treballar era de 157 persones, 110 eren actives i 47 eren inactives. De les 110 persones actives 101 estaven ocupades (55 homes i 46 dones) i 9 estaven aturades (4 homes i 5 dones). De les 47 persones inactives 24 estaven jubilades, 8 estaven estudiant i 15 estaven classificades com a «altres inactius».

### Ingressos
El 2009 a Royville hi havia 106 unitats fiscals que integraven 271 persones, la mediana anual d'ingressos fiscals per persona era de 16.310 €.

### Activitats econòmiques
Dels 3 establiments que hi havia el 2007, 2 eren d'empreses de construcció i 1 d'una empresa de comerç i reparació d'automòbils.
Dels 2 establiments de servei als particulars que hi havia el 2009, 1 era una fusteria i 1 lampisteria.
L'any 2000 a Royville hi havia 12 explotacions agrícoles que ocupaven un total de 292 hectàrees.

## Poblacions més properes
El següent diagrama mostra les poblacions més properes.